# Meringopus symmetricus
Meringopus symmetricus är en stekelart som först beskrevs av H. Douglas Pratt 1945.  Meringopus symmetricus ingår i släktet Meringopus och familjen brokparasitsteklar. Utöver nominatformen finns också underarten M. s. bilobatus.